# Travanca (Cinfães)
Travanca is een plaats (freguesia) in de Portugese gemeente Cinfães en telt 959 inwoners (2001).